# Авангард (Буди)

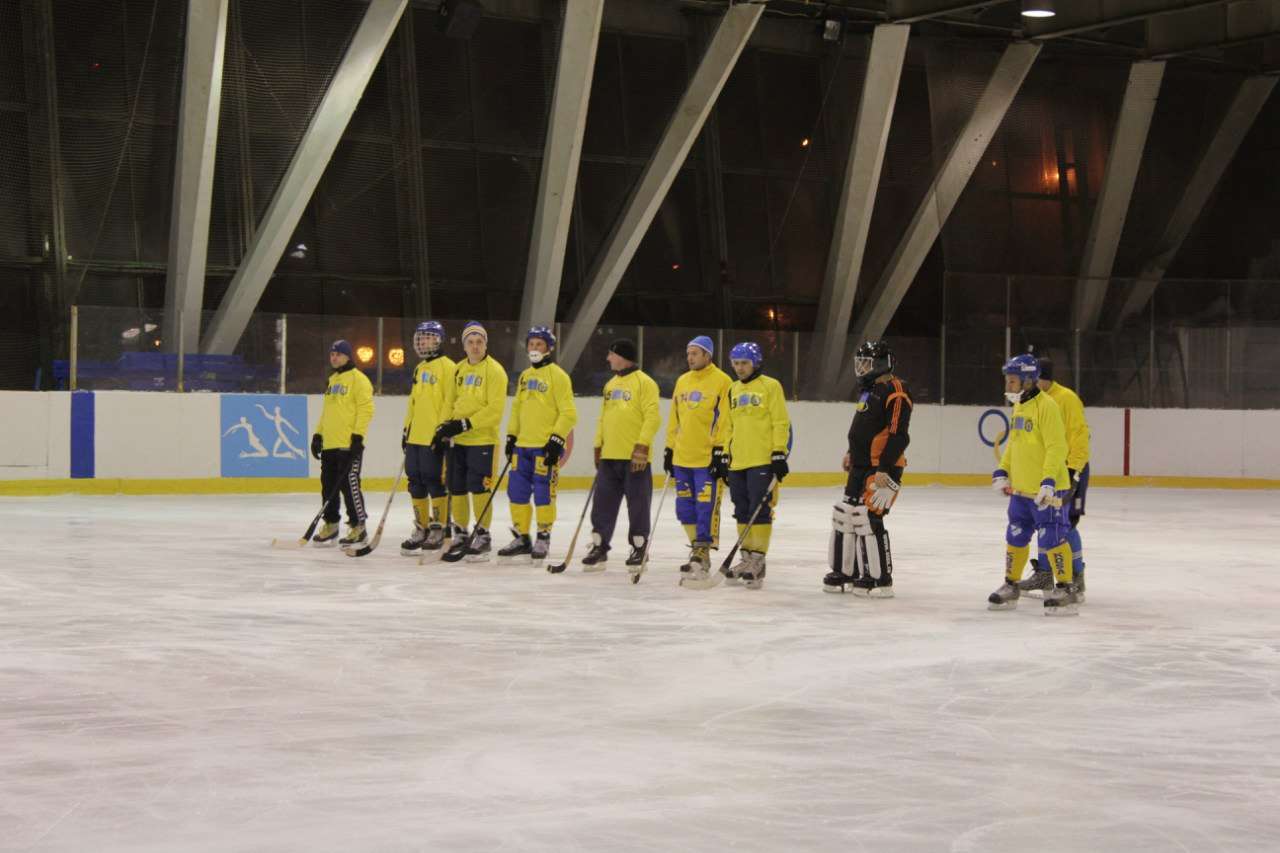
«Авангард».

«Авангард» — бенді-клуб з смт Буди Харківського району Харківської області. Заснований у 1950 році. Виступає у чемпіонаті України з хокею з м'ячем.

## Історія
Бенді-клуб Будянського фаянсового заводу був заснований у 1950 році. З 1951 року команда брала участь в чемпіонаті Харківської області. У 1960-70-х роках гравці команди брала участь в чемпіонаті СРСР під назвою «Збірна Української РСР». Чемпіони Української РСР — 1973, 1975, 1979, 1982, 1984.
Починаючи з 2012 року, команда бере участь в українських національних та міжнародних змаганнях.
Стадіон клубу «Авангард» — єдиний в Україні, на якому заливають поле для гри в хокей з м'ячем 8 на 8 гравців зі стандартними воротами. На стадіоні проходили перший тур чемпіонату України 2014/15, розіграш Кубку України 2015/16 та низка місцевих змагань, проводять показові матчі харківські команди з хокею з шайбою.

## Досягнення
- Чемпіонат України (УРСР)
  -  Чемпіон(6) — 1972/1973, 1974/1975, 1978/1979, 1981/1982, 1983/1984, 2012/13.
  -  Срібний призер — 2013/14.
  -  Бронзовий призер(2) — 2011/12, 2014/15.

- Кубок України
  -  Володар(1) — 2011/12.
  -  Фіналіст(1) — 2012/13, 2014/15, 2015/16.

- Суперкубок України
  -  Фіналіст(1) — 2013.

- Фіналіст міжнародного турніру «DniproBandy» 2012.
- Переможець Кубку Відродження (Буди, 2012).
- Учасник міжнародного аматорського турніру в Москві (2013).
- Учасник міжнародного турніру «DniproBandy» 2013.
- Учасник юнацьких чемпіонатів України 2014 та 2015.

## Гравці збірних України
Гравці команди, що брали участь в чемпіонатах світу в складі збірної України: Дмитро Зурашвілі (воротар), Анатолій Явдокименко, Валерій Потравний, Віталій Радченко, Євген Удовіченко, Олександр Безкоровайний, Павло Зіменко, Юрій Данченко.
Гравці команди, що брали участь в чемпіонатах світу U15 та U17 у складі юнацької збірної України: Максим Мельничук (воротар), Кирило Шматченко.